# Intramacronucleata

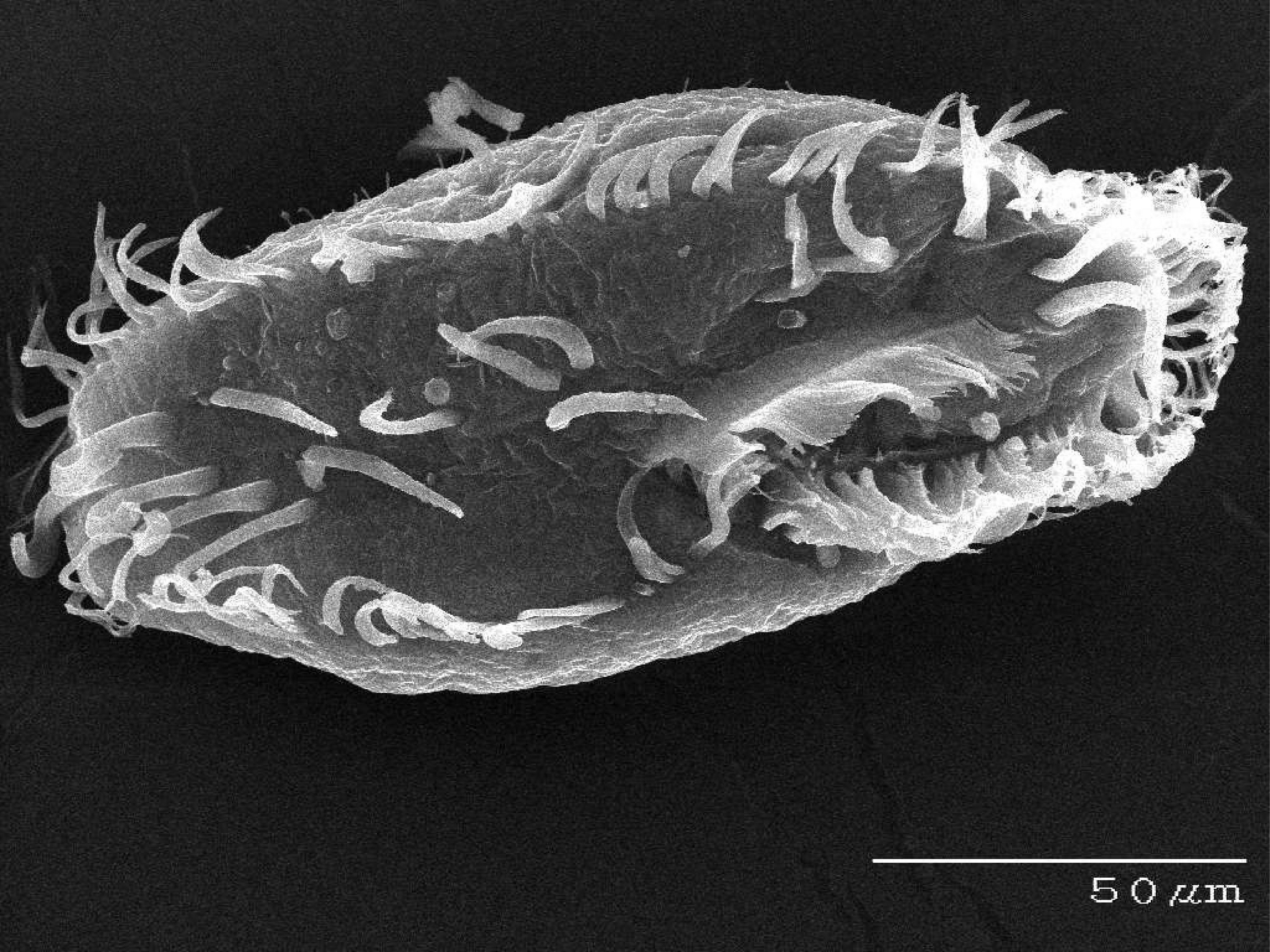
Oxytricha trifallax

Podkmen Intramacronucleata, která nemá zatím český název, spadá se sesterskými Postciliodesmatophora do kmene nálevníků z infraříše Alveolata. Jsou to eukaryotické organismy s množstvím brv na povrchu a jako skupina jsou zde vyčleněni na základě struktury makronukleu. Intramacronucleata má několik tříd od sebe odlišených většinou na základě jiné struktury a lokace brv nebo úst.

## Systematika
Zde je přehled tříd a podtříd podkmenu Intramacronucleata.
- Spirotrichea (spodobrví) - patří sem např. Euplotes (lezounek) nebo Stylonichia
- Litostomatea - buněčná ústa nenacházíme vpředu těla, jedná se o symbionty či parazity, např. bachořec (dokáže jako jeden z mála trávit celulózu) nebo vakovka (střevní parazit lidí, působí průjmy a vyskytuje se především v rozvojových zemích).
- Prostomatea - ústní otvor vpředu, patří sem např. Coleps (pancířník), který je hojný především v rybnících.
- Phyllopharyngea - organismy s podélnými lištami vystužujícími buněčná ústa, také mívají pozměněnou strukturu cilií
  - podtřída Phyllopharyngia - volně plovoucí ale i přisedlí živočichové, např. Chilodonella (čepelatka), parazit ryb
  - podtřída Chonotrichia - přisedlí, dospělci bez brv, parazitují na žábrách korýšů, např. Spirochona (límcovka)
  - podtřída Suctoria (rournatky) - jedná se o dravce, požírají nálevníky nebo jiné rournatky a mají rourky s haptocystami pro lapání potravy.
- Oligohymenophorea - jedná se o nejpočetnější skupinu v nálevnících, mají málo ústních brv a tvoří pohyblivé i přisedlé formy
  - řád Hymenostomatida - běžné druhy planktonu, např. Tetrahymena, Colpidium nebo drobný rybí parazit Ichthyophthirius multifilis.
  - řád Sessilida - přisedlí, samostatní jedinci, např. známá Vorticella (vířenka), která ovšem žije v koloniích
  - řád Mobilida - jedinci mající adhezivní disk, Trichodina (brousilka) - parazit ryb, uchytí se na kůži či žábrách, ale živí se bakteriemi, po přemnožení způsobují poškození tkáně a při uchycení na žábrách ztěžují rybám dýchání. Jsou indikátorem znečištění vody, protože se jim daří ve znečištěných vodách.[2]